# World Heroes
World Heroes («Héroes del mundo», en español) es una saga de videojuegos de lucha creada por el grupo de programación ADK (integrado en la compañía SNK) para Neo Geo, si bien actualmente SNK-Playmore tiene todos los derechos de la misma. Como muchas otras, nació a la sombra de Street Fighter para luego forjar su propia identidad.

## Descripción
La saga nos presenta a una serie de luchadores de diferentes épocas, reunidos por el Dr. Sugar Brown (parodia del Dr. Emmett Brown), para luchar en un torneo donde se decidirá quién es el luchador más poderoso de todos los tiempos.
Dichos personajes están basados en gran parte en personajes históricos tales como Hanzo Hattori, Rasputin o Juana de Arco. El torneo World Heroes es de todo menos serio, hay que decirlo. Los luchadores se caracterizan precisamente porque algunos de sus ataques son demasiado extraños y detalles como ese han hecho que sea un juego infravalorado pero muy original.
Como novedad con respecto a otras sagas como Street Fighter o Fatal Fury se ofrecía la posibilidad de seleccionar dos tipos de juego: el normal de uno contra uno y el llamado Death Match en el que además de estar pendiente de tu oponente debías de estarlo también de las trampas u obstáculos que aparecían en los diferentes escenarios de lucha. Esto se mantuvo en las dos primeras entregas de la saga; en World Heroes 2 Jet y World Heroes Perfect, el modo Death Match, seña de identidad de la saga, desapareció sin dejar rastro.
El modo de control de los personajes se basaba en dos botones: uno para puñetazos y otro para patadas. Dependiendo de la fuerza con que se oprimiera el botón, la intensidad del golpe cambiaba. En World Heroes Perfect, se optó por un sistema de botones similar al de los primeros Samurai Shodown: los botones A, B y A+B servían para los puñetazos y los botones C, D y C+D para las patadas.

## Juegos aparecidos
- World Heroes (1992)

Aparecido en Neo Geo, Mega Drive y SNES. Este primer juego, incluyó entre sus novedades personajes basados en personas reales de la Historia y la posibilidad de elegir el modo Death Match.
- World Heroes 2 (1993)

Aparecido en Neo Geo, SNES y TurboGrafx CD. Segundo juego de la saga, que amplió su plantel de luchadores, mejoró en aspectos gráficos, sonoros y jugables (añadiendo un modo Death Match aún más interesante). Es considerado por muchos como el mejor de la saga.
- World Heroes 2 Jet (1994)

Aparecido en Neo Geo y Game Boy. Desapareció el modo Death Match y se pasó a un extraño torneo. Su historia, falta de carisma, hizo que fuese un juego que pasara sin pena ni gloria.
- World Heroes Perfect (1995)

Aparecido en Neo Geo y Sega Saturn. Competidor con World Heroes 2 como el mejor juego de la saga. Mejoras gráficas y jugables que lo hacen más dinámico, pero sin el ansiado modo Death Match.

## Personajes seleccionables
- Hanzou Hattori, basado en el famoso personaje japonés (1542-1596) el cual corren leyendas que fue asesinado en batalla. Hanzou es un ninja del clan Iga. Su único empeño es el de hacerse más fuerte luchando contra rivales poderosos. Apareció por primera vez en World Heroes.
- Kotaro Fuuma, basado en otro famoso personaje, el cual las leyendas le otorgan de acabar con la vida de Hanzou Hattori. Eso significa que es rival de Hanzo, aunque en este caso no de forma amistosa. Procedente del clan Fuuma, sus ataques son calcados a los de Hanzo, si bien a lo largo de la saga se van diferenciando ambos un poco más. Apareció por primera vez en World Heroes (además, también apareció en Aggressors of Dark Kombat).
- Kim Dragon, el primer Bruce Lee en un juego de lucha, pero surcoreano. Su meta es darse a conocer al mundo entero, ya sea a través de las películas o como cantante. Apareció por primera vez en World Heroes pero con nacionalidad china. Su doble nacionalidad hace guiño a que Bruce Lee había nacido en Estados Unidos, sus padres volvieron a China donde creció; con Kim Dragon la situación es casi exacta, creció en China pero este nació en Corea de Sur.
- Janne d'Arc se inspira en Juana de Arco. Lucha con una espada y lo único que pretende es encontrar a un hombre lo suficientemente fuerte como para hacerlo su esposo. Apareció por primera vez en World Heroes.
- Jengis/Julius Karn se basa en el líder mongol Gengis Khan. Es un personaje basado en el cuerpo a cuerpo que trata de demostrar su fuerza ante cualquier rival. Apareció por primera vez en World Heroes.
- Muscle Power Es un personaje puramente de cuerpo a cuerpo, especializado en agarres, pero con la peculiaridad de ser casi idéntico a Hulk Hogan en cuanto a diseño.. Apareció por primera vez en World Heroes.
- Brocken se basa en el soldado alemán Erwin Rommel. Es un cyborg de la Alemania de la I Guerra Mundial. Su único objetivo es el de demostrar que la ingeniería alemana es superior a cualquier otra. Tanto su nombre como su apariencia con el personaje de Kinnikuman Brocken Jr. Apareció por primera vez en World Heroes.
- Rasputin se basa en el famoso monje loco siberiano y es, con diferencia, el personaje más estrambótico de los primeros que salieron en World Heroes. Aquí desempeña el papel de mago, capaz de lanzar bolas de fuego y usar su aura para crear puños y pies gigantes para golpear a sus enemigos. Además, parece tener ciertas tendencias amaneradas... Apareció por primera vez en World Heroes.
- Shura Naikanom Tom es el típico kickboxer que no puede faltar en los juegos de lucha y, cómo no podía ser de otra forma, es tailandés. Lucha para vengar la muerte de su hermano (quien sigue vivo y Shura no lo sabe) y para hacer sentir a su madre orgullosa. Basado en Nai Khanom Tom. Apareció por primera vez en World Heroes 2.
- Erik es un vikingo con problemas de peso, armado con su hacha, su escudo y un aliento gélido. Sus ataques se basan bastante en el agua y en su propio peso. Bien manejado es un rival muy digno. Está basado en Erik el Rojo. Apareció por primera vez en World Heroes 2.
- Ryoko Izumo es una judoca, basada claramente en Ryoko Tamura. Aunque no todos sus ataques son agarres, resulta una rival bastante competente en cualquier campo. Apareció por primera vez en World Heroes 2.
- Captain Kidd es el pirata del juego. Sólo toma del bucanero inglés William Kidd el nombre, pues en el resto es un personaje bastante original. Siempre yendo de chulo, trata de hacerse con cualquier tesoro para sus arcas. Sus ataques se basan, precisamente, en la mar. Apareció por primera vez en World Heroes 2.
- Mudman (a veces llamado Madman) es, junto a Rasputin, el personaje más extraño de la saga. Este guerrero espiritual de Nueva Guinea cubre su cara bajo una enorme máscara. Le encantan los bailes tribales y usa las fuerzas espirituales para luchar contra sus adversarios y vencer al Mal. Aun siendo un personaje ficticio, se basa en los auténticos cazadores de cabezas de Papúa-Nueva Guinea, algunos llamados "hombres de arcilla" ("mudman" en inglés). Apareció por primera vez en World Heroes 2.
- Johnny Maximum es un jugador de fútbol americano expulsado de la competición por ser demasiado violento. Su versión en World Heroes 2 fue gratamente mejorada en juegos posteriores, aunque ello no le ha granjeado mucho éxito. Supuestamente está basado en Joe Montana. Apareció por primera vez en World Heroes 2.
- Ryofu es un guerrero chino que maneja una lanza de tres piezas. Su elemento es el fuego y lo utiliza tanto para los ataques con su lanza como con su aliento de fuego tras emborracharse con su calabaza llena de alcohol. Está basado en el general chino Lǚ Bù . Apareció por primera vez en World Heroes 2 Jet.
- Jack es un intento de meter a Jack el Destripador en el juego, pero convirtiéndolo en un punky con garras afiladas en las manos, al más puro estilo Freddy Krueger o Choi Bounge. Bastante tramposo y no muy carismático, pero puede ser peligroso. Apareció por primera vez en World Heroes 2 Jet.

## Personajes secretos y jefes
- Geegus / Neo Geegus es un extraterrestre venido del futuro para demostrar que es el más fuerte de todos los luchadores. Su aspecto es como de metal líquido idéntico al T-1000, Geegus es capaz de adoptar la forma de cualquier luchador. Apareció en World Heroes y World Heroes 2 (versión Neo).
- Dio / Neo Dio es el jefe de Geegus. Dio, un personaje de diseño vistoso, es un enemigo difícil de vencer que no dejará respirar a sus rivales. Apareció en World Heroes 2 y World Heroes Perfect (versión Neo).Es la parodia de Ikurō Hashizawa (Baoh) de Baoh: El visitante.
- Zeus es un misterioso personaje que desafía a los World Heroes para demostrar su poder. Apareció en World Heroes 2 Jet, donde actúa de jefe de Ryofu y Jack, y en World Heroes Perfect. Es la parodia de Raoh, personaje de Hokuto no Ken.
- Sun Wukong, el famoso Mono de Viaje al Oeste, hace acto de presencia como personaje secreto en World Heroes Perfect.

## World Heroes en otros juegos
Tras la adquisición de los derechos de los juegos y personajes de ADK por parte de SNK (posteriormente SNK-Playmore), se ha podido ver a los personajes de World Heroes en los siguientes juegos:
- Neo Geo Battle Coliseum (2005)

El dream match basado en los personajes aparecidos en Neo Geo cuenta entre sus filas con Hanzou, Fuuma, Mudman y Neo Dio, todos ellos con nuevos sprites y ataques. Otro personaje de ADK aparecido en el juego es Kisarah Westfield, de Aggressors of Dark Kombat.
- The King of Fighters: Maximum Impact 2 (2006)

Hanzo, Fuuma, Mudman y Captain Kidd aparecen como cameos en algunos escenarios del juego.
- SNK vs Capcom: Card Fighters DS (2006)

Como cartas de personaje, aparecen Hanzou, Fuuma, Mudman, Janne y Neo Dio. En cartas de acción y reacción podemos ver también a Captain Kidd, J. Karn, Ryofu, Brocken y el Dr Brown.
- SNK Heroines: Tag Team Frenzy

Jeanne es una de los personajes descargables del juego